# Sierra de Cádiz
La Sierra de Cádiz o Sierra de Grazalema és una comarca andalusa englobada a la província de Cadis, a Andalusia. Inclou els municipis d'Alcalá del Valle, Algar, Algodonales, Arcos de la Frontera, Benaocaz, Bornos, El Bosque, El Gastor, Espera, Grazalema, Olvera, Prado del Rey, Puerto Serrano, Setenil de las Bodegas, Torre Alháquime, Ubrique, Villaluenga del Rosario, Villamartín i Zahara de la Sierra. Limita amb la Campiña de Jerez, la Serranía de Ronda, el Bajo Guadalquivir i la Sierra Sur de Sevilla.

Es tracta de l'extrem occidental de la Serralada Penibètica i està composta per altres sub-serres, com la Sierra de Zafalgar, la Sierra del Endrinal i la Sierra del Pinar, on s'alça el cim de la Pineda o Torreón, la muntanya més elevada de la província amb 1654 metres d'altitud. Per gran part del seu territori s'estén el Parc Natural de la Sierra de Grazalema, que és Reserva de la biosfera des de 1977 i que té nombrosos paratges singulars com la Cova del Gato, la Cova de la Pileta i la Garganta Verde. És un dels punts de major pluviometria d'Espanya, i un dels últims reductes del pinsap en el seu entorn natural. La majoria de línies de cria del gos d'aigua espanyol, entès com a raça canina normalitzada, prové dels gossos d'aigua o gossos turcs de la Sierra de Cádiz.

Arcos de la Frontera és cap del partit judicial núm. 2 de la província de Cadis, sota la qual es troben Alcalá del Valle, Algar, Algodonales, Bornos, Espera, El Gastor, Olvera, Puerto Serrano, Setenil de las Bodegas, Torre Alháquime i Villamartín. Ubrique és cap del partit judicial núm. 15 de la província, sota la jurisdicció de la qual es troben Benaocaz, El Bosque, Grazalema, Prado del Rey, Villaluenga del Rosario i Zahara de la Sierra.

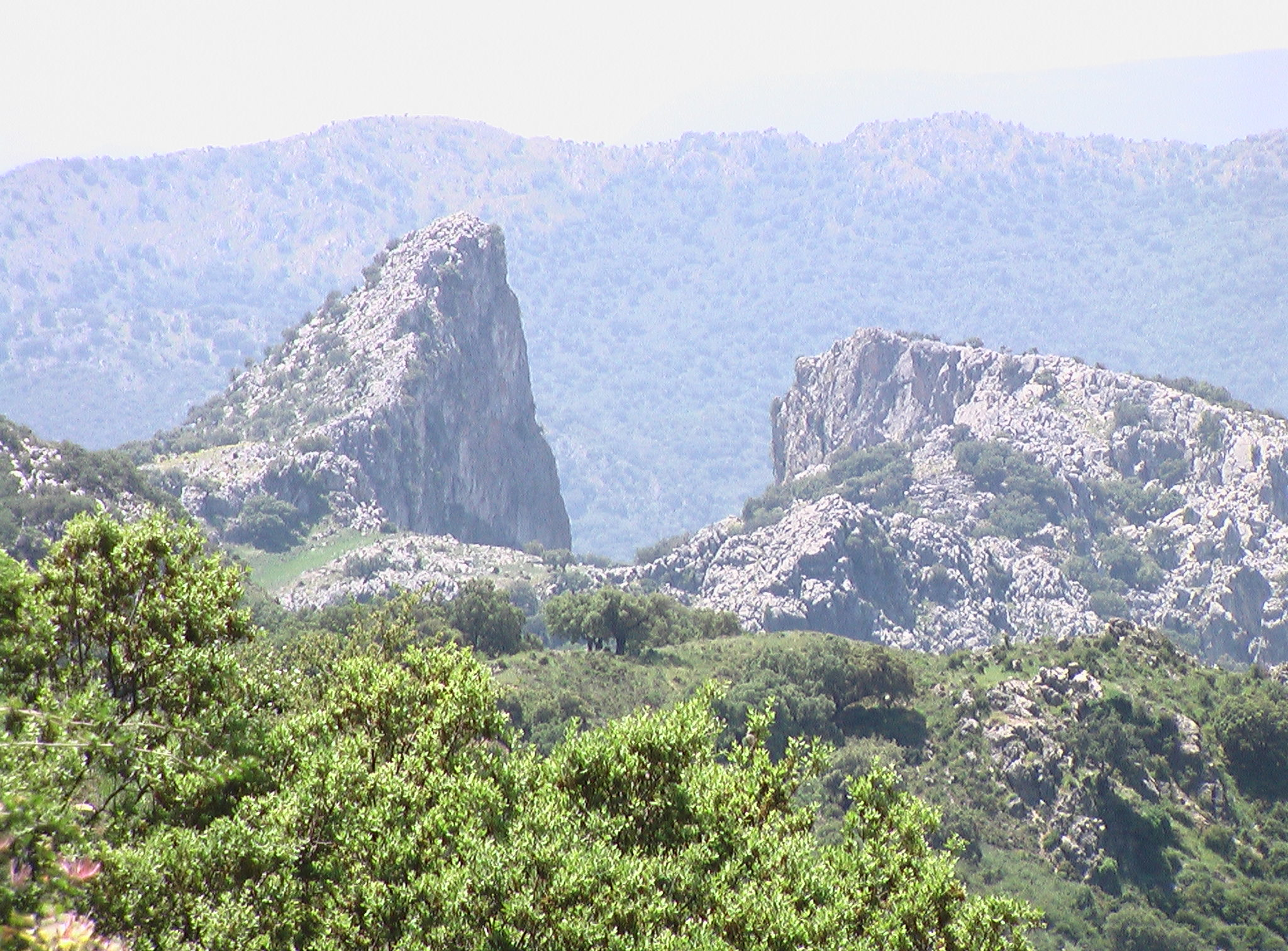
Salto del Cabrero

Les seves localitats formen part de la Mancomunitat de Municipis de la Sierra de Cádiz i de la Diòcesi d'Asidonia-Jerez, sota la jurisdicció eclesiàstica del bisbat homònim, sufragani de l'Arquebisbat de Sevilla. El territori de la Sierra de Cádiz estava repartit entre l'antic Regne de Sevilla i l'antic Regne de Granada. Després de la reconquesta, gran part d'ell va estar durant segles sota la jurisdicció senyorial de la Casa d'Arcos, llinatge titular del Ducat d'Arcos de la Frontera.